# تشارلز كوبر
تشارلز كوبر (5 أغسطس 1868 - 23 نوفمبر 1943) (بالإنجليزية: Charles Cooper)‏ هو لاعب كريكت بريطاني (وحمل سابقاً جنسية المملكة المتحدة لبريطانيا العظمى وأيرلندا).

## وصلات خارجية
- تشارلز كوبر على موقع إي آس بي آن كريك إنفو (الإنجليزية)